# Game Center Mikado
Pour les articles homonymes, voir Mikado.

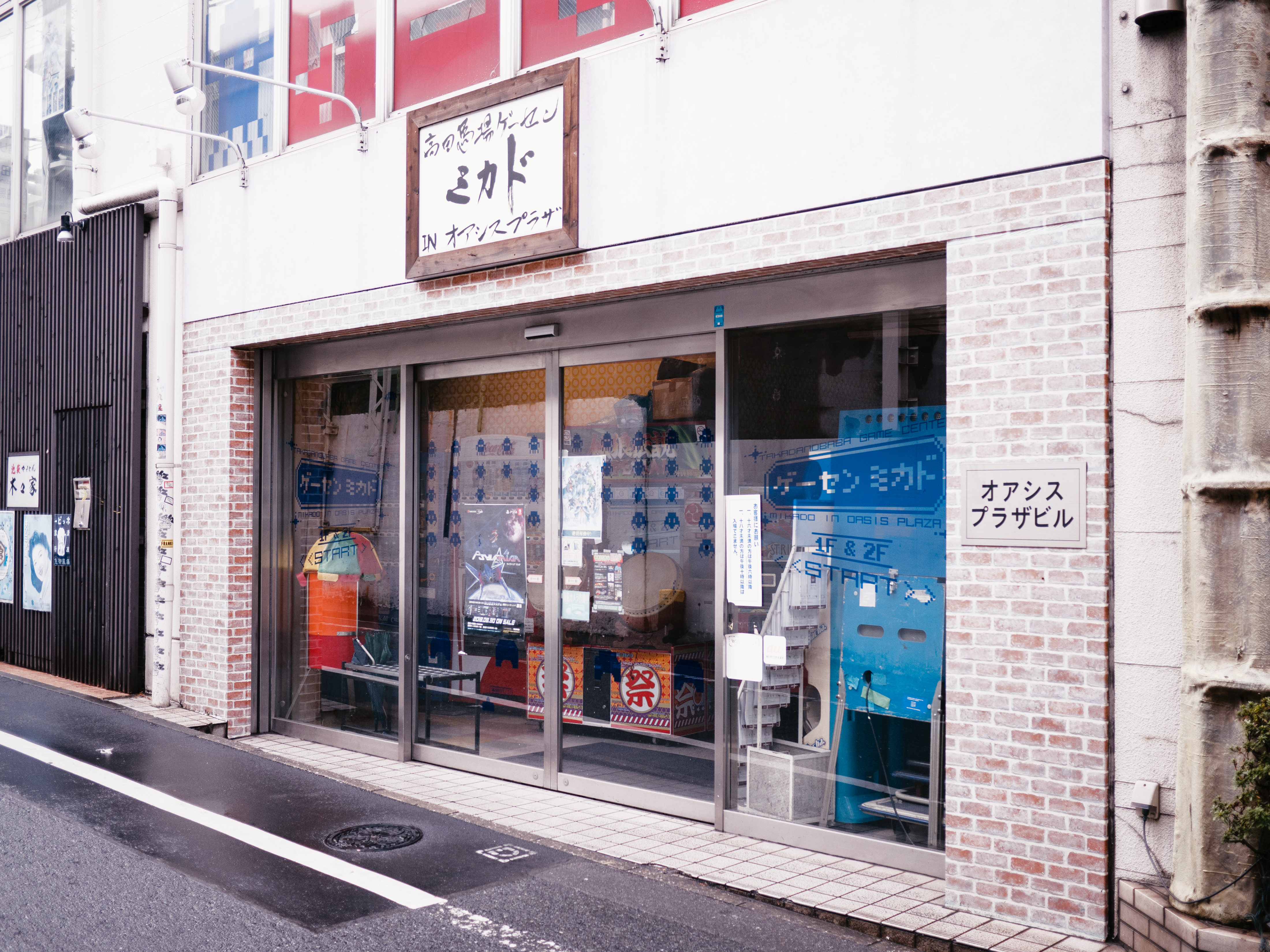
Devanture de la salle d'arcade.

Takadanobaba Game Center Mikado (高田馬場ゲーセンミカド) est une salle d'arcade japonaise très populaire située à Tokyo. Elle est réputée pour ses bornes d'arcade classiques. Des tournois de jeux de combat y sont régulièrement organisés. Les meilleurs joueurs japonais de Guilty Gear Xrd s'y entraînent notamment.